# L'Ami des chiens
 (juillet 2025).
Pour plus de détails, voir Fiche technique et Distribution.
L'Ami des chiens est un film muet français réalisé par Louis Feuillade, sorti en 1908.

## Fiche technique
- Titre français : L'Ami des chiens
- Réalisation : Louis Feuillade
- Société(s) de production : Société des Établissements L. Gaumont
- Pays de production :  France
- Langue originale : muet
- Format : noir et blanc — 35 mm — 1.33,1
- Genre : court métrage
- Durée : environ 4 minutes (112 mètres)
- Date de sortie :
  - France : 1908